# Leichtathletik-Länderkampf der Frauen 1956 Italien – BR Deutschland
| 14. Leichtathletik-Länderkampf mit bundesdeutscher Beteiligung 1956 | 14. Leichtathletik-Länderkampf mit bundesdeutscher Beteiligung 1956 |                                 |
| ------------------------------------------------------------------- | ------------------------------------------------------------------- | ------------------------------- |
|                                                                     |                                                                     |                                 |
| Ländervergleich der Frauen: Italien – BR Deutschland                |                                                                     |                                 |
| Austragungsort                                                      | Bologna                                                             |                                 |
| Wettbewerbe                                                         | 9                                                                   |                                 |
| Datum                                                               | 21. Oktober                                                         |                                 |
| 1. FRG 2. ITA                                                       | 56 P 39 P                                                           |                                 |
| Chronik                                                             |                                                                     |                                 |
| ← CSK-FRG (M)                                                       | erster LK 1957:00 ESP-FRG (M) →                                     | erster LK 1957:00 ESP-FRG (M) → |

Den vierzehnten und letzten Vergleich des Länderkampfjahres 1956 trugen die Frauen am 21. Oktober in Bologna aus. Dort trafen sie auf die Leichtathletinnen aus Italien, mit denen es fünf vorangegangene Aufeinandertreffen gegeben hatte, die allesamt an Deutschland gegangen waren.

## Wettbewerbe und Modus
Ausgetragen wurden alle neun Disziplinen des damaligen olympischen Wettbewerbskatalogs der Frauen. In den Einzeldisziplinen wurde nach dem Standardsystem gewertet, in den Staffeln gab es fünf zu zwei Punkte.

## Ergebnis
Drei der vier Laufwettbewerbe entschieden die Italienerinnen für sich. Nur im Rennen über 80 Meter Hürden sammelten die bundesdeutschen Leichtathletinnen mit einem Doppelerfolg in diesem Bereich mehr Punkte als ihre Gegnerinnen. Die fünf weiteren Disziplinen aus den Bereichen Sprung und Wurf/Stoß gewannen ausnahmslos die bundesdeutschen Sportlerinnen, zwei davon mit Doppelerfolgen. Damit setzte sich die Bundesrepublik Deutschland auch in diesem Vergleich wieder durch, diesmal mit 56 zu 39 Punkten.

## Resultate

### 100 m
| Platz | Athletin         | Land | Zeit (s) |
| ----- | ---------------- | ---- | -------- |
| 1     | Giuseppina Leone | ITA  | 11,4     |
| 2     | Inge Fuhrmann    | FRG  | 11,8     |
| 3     | Irene Brütting   | FRG  | 12,0     |
| 4     | Franca Peggion   | ITA  | 12,1     |

### 200 m
| Platz | Athletin         | Land | Zeit (s) |
| ----- | ---------------- | ---- | -------- |
| 1     | Giuseppina Leone | ITA  | 24,0     |
| 2     | Charlotte Böhmer | FRG  | 25,2     |
| 3     | Letizia Bertoni  | ITA  | 25,3     |
| 4     | Renate Nitschke  | FRG  | 25,9     |

### 80 m Hürden
| Platz | Athletin      | Land | Zeit (s) |
| ----- | ------------- | ---- | -------- |
| 1     | Zenta Gastl   | FRG  | 10,7     |
| 2     | Maria Sander  | FRG  | 11,0     |
| 3     | Milena Greppi | ITA  | 11,3     |
| 4     | Maria Musso   | ITA  | 11,4     |

### 4 × 100 m Staffel
| Platz | Besetzung      | Land                                                        | Zeit (s) |
| ----- | -------------- | ----------------------------------------------------------- | -------- |
| 1     | Italien        | Franca Peggion Letizia Bertoni Maria Musso Giuseppina Leone | 46,0     |
| 2     | BR Deutschland | Renate Nitschke Inge Fuhrmann Irene Brütting Maria Sander   | 46,6     |

### Hochsprung
| Platz | Athletin             | Land | Höhe (m) |
| ----- | -------------------- | ---- | -------- |
| 1     | Inge Kilian          | FRG  | 1,61     |
| 2     | Osvalda Giardi       | ITA  | 1,58     |
| 3     | Heidi Maasberg       | FRG  | 1,50     |
| 4     | Marinella Bertoluzzi | ITA  | 1,50     |

### Weitsprung
| Platz | Athletin           | Land | Weite (m) |
| ----- | ------------------ | ---- | --------- |
| 1     | Helga Hoffmann     | FRG  | 5,85      |
| 2     | Marga Weidner      | FRG  | 5,79      |
| 3     | Piera Fassio       | ITA  | 5,62      |
| 4     | Elisabetta Mattana | ITA  | 5,26      |

### Kugelstoßen
| Platz | Athletin        | Land | Weite (m) |
| ----- | --------------- | ---- | --------- |
| 1     | Marianne Werner | FRG  | 14,75     |
| 2     | Lore Klute      | FRG  | 13,88     |
| 3     | Iride Coletto   | ITA  | 11,09     |
| 4     | Ada Turci       | ITA  | 11,09     |

### Diskuswurf
| Platz | Athletin              | Land | Weite (m) |
| ----- | --------------------- | ---- | --------- |
| 1     | Anne-Chatrine Lafrenz | FRG  | 48,28     |
| 2     | Paola Paternoster     | ITA  | 44,30     |
| 3     | Marianne Werner       | FRG  | 42,83     |
| 4     | Lucia Ricci           | ITA  | 34,66     |

### Speerwurf
| Platz | Athletin          | Land | Weite (m) |
| ----- | ----------------- | ---- | --------- |
| 1     | Almut Brömmel     | FRG  | 48,18     |
| 2     | Paola Paternoster | ITA  | 46,25     |
| 3     | Edelgard Anhoff   | FRG  | 45,76     |
| 4     | Ada Turci         | ITA  | 38,44     |